# IRAK3
IRAK3 (انگلیسی: IRAK3) یا «کیناز ۳ مرتبط با گیرندهٔ اینترلوکین ۱» نام یک آنزیم است که در انسان توسط ژن «IRAK3» کُد می‌شود.
این ژن بر روی کروموزوم ۱۲ قرار دارد.